# Dialium hydnocarpoides
Dialium hydnocarpoides är en ärtväxtart som beskrevs av De Wit. Dialium hydnocarpoides ingår i släktet Dialium och familjen ärtväxter. Inga underarter finns listade i Catalogue of Life.